# Valdegovía
Valdegovía (baskisch Gaubea; offiziell Valdegovía/Gaubea) ist eine aus dem Hauptort Villanueva de Valdegovía sowie ca. 25 noch bewohnten Weilern (pedanías) bestehende und insgesamt 1.072 Einwohner (Stand: 2024) zählende nordspanische Gemeinde im Südwesten der Provinz Álava im Baskenland.

## Lage und Klima
Die waldreiche und hügelige, stellenweise sogar gebirgige Großgemeinde Valdegovía/Gaubea erstreckt sich zu beiden Seiten des Mittellaufs des Río Omecillo, einem nördlichen Nebenfluss des Ebro, in einer Höhe von ca. 500 bis 700 m. Nächstgrößere Stadt ist das etwa 25 km (Fahrtstrecke) südlich gelegene Miranda de Ebro; die Provinzhauptstadt Vitoria-Gasteiz befindet sich ca. 45 km östlich. Das Klima ist gemäßigt bis warm; der für spanische Verhältnisse reichliche Regen (ca. 850 mm/Jahr) fällt übers Jahr verteilt.

## Bevölkerungsentwicklung
| Jahr      | 1857  | 1900  | 1950  | 2000 | 2017 |
| Einwohner | 3.728 | 3.005 | 2.916 | 929  | 996  |

Infolge des durch die Mechanisierung der Landwirtschaft und die Aufgabe bäuerlicher Kleinbetriebe ausgelösten verminderten Bedarfs an Arbeitskräften begann eine Landflucht, die wiederum zu einem deutlichen Absinken der Bevölkerungszahl der Gemeinde seit den 1950er Jahren führte. Einige der annähernd 30 Dörfer und Weiler sind seitdem gänzlich aufgegeben worden (despoblado) oder stehen kurz davor.

## Wirtschaft
Die Bewohner der Gemeinde lebten jahrhundertelang als Selbstversorger von der Landwirtschaft, bei der die Viehzucht eine wesentliche Rolle spielte. In den wenigen größeren Orten bildeten sich allmählich auch Handwerk, Handel und kleinere Dienstleistungsbetriebe heraus. Seit den letzten Jahrzehnten des 20. Jahrhunderts ist der Tourismus in Form der Vermietung von Ferienwohnungen (casas rurales) als Einnahmequelle der Gemeinde hinzugekommen.

## Geschichte
Einige wenige Zeugnisse verweisen auf eine Besiedlung der Gegend in prähistorischer Zeit. Kelten, Römer, Westgoten und Mauren hinterließen keine archäologisch verwertbaren Spuren. Die ersten christlichen Besiedlungsspuren stammen aus dem frühen Mittelalter; sie stammen von Einsiedlern oder Hirten. Seit dem Jahr 824 gehörte das Gebiet zum Königreich Pamplona, aus welchem später das Königreich Navarra hervorging. Alfons VIII. von Kastilien eroberte um das Jahr 1200 den Westen Navarras. Spätestens in dieser Zeit erhielten einige der Orte neben ihrem navarresisch-baskischen Namen einen spanischen Namen.

## Sehenswürdigkeiten
Bachicabo

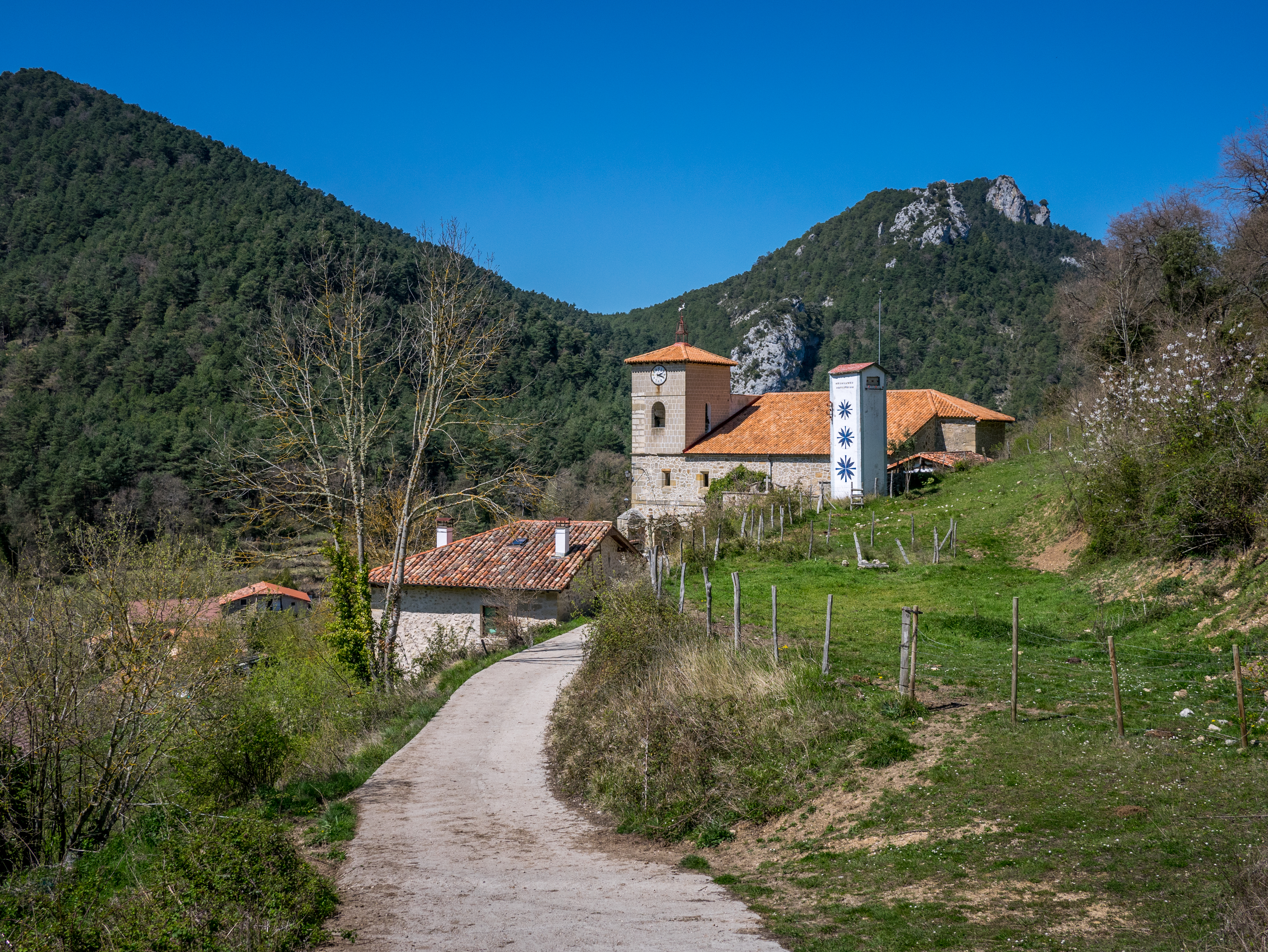
Weiler Barrio

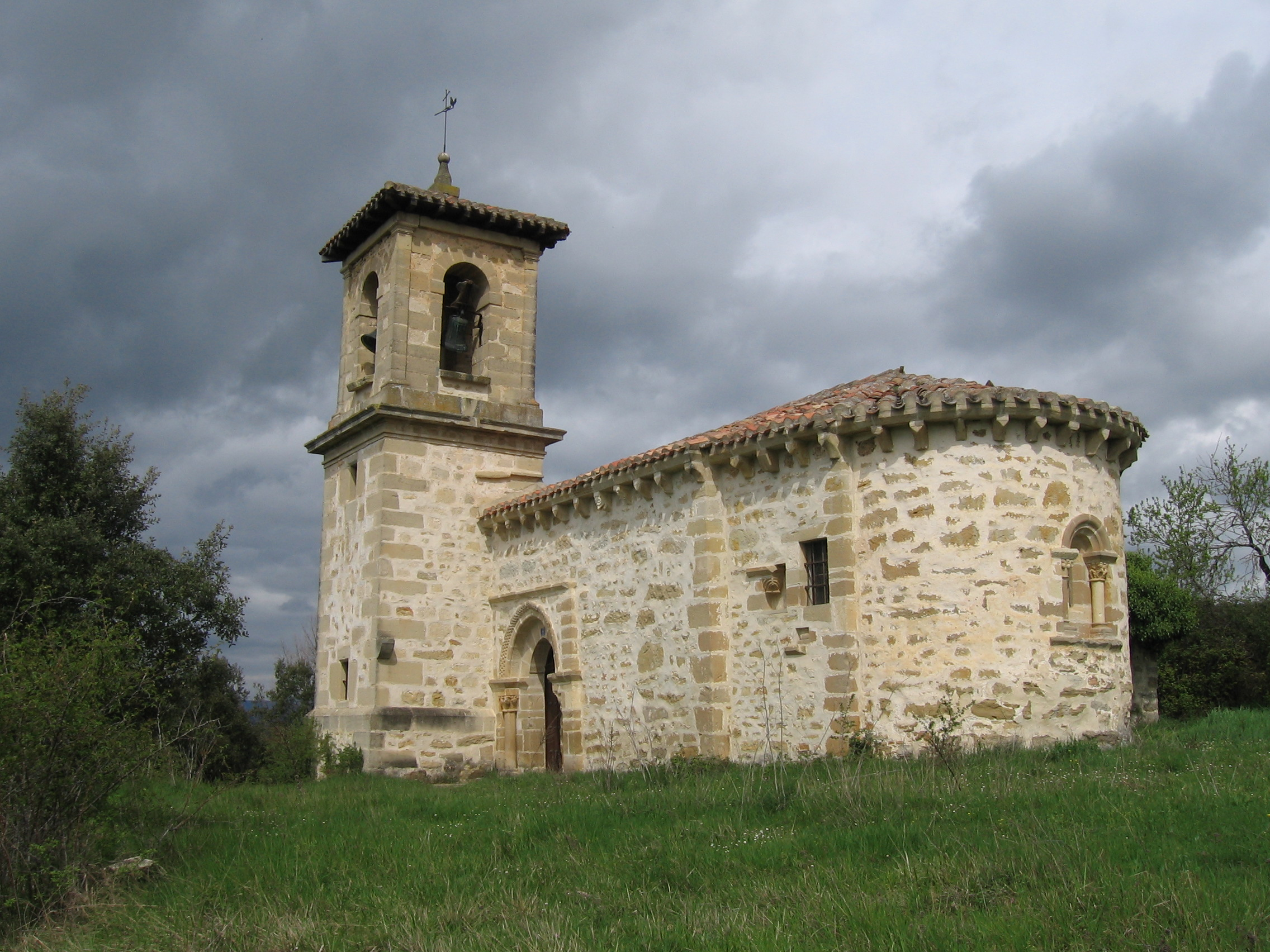
Weiler Bellojín – Iglesia San Cornelio y San Cipriano

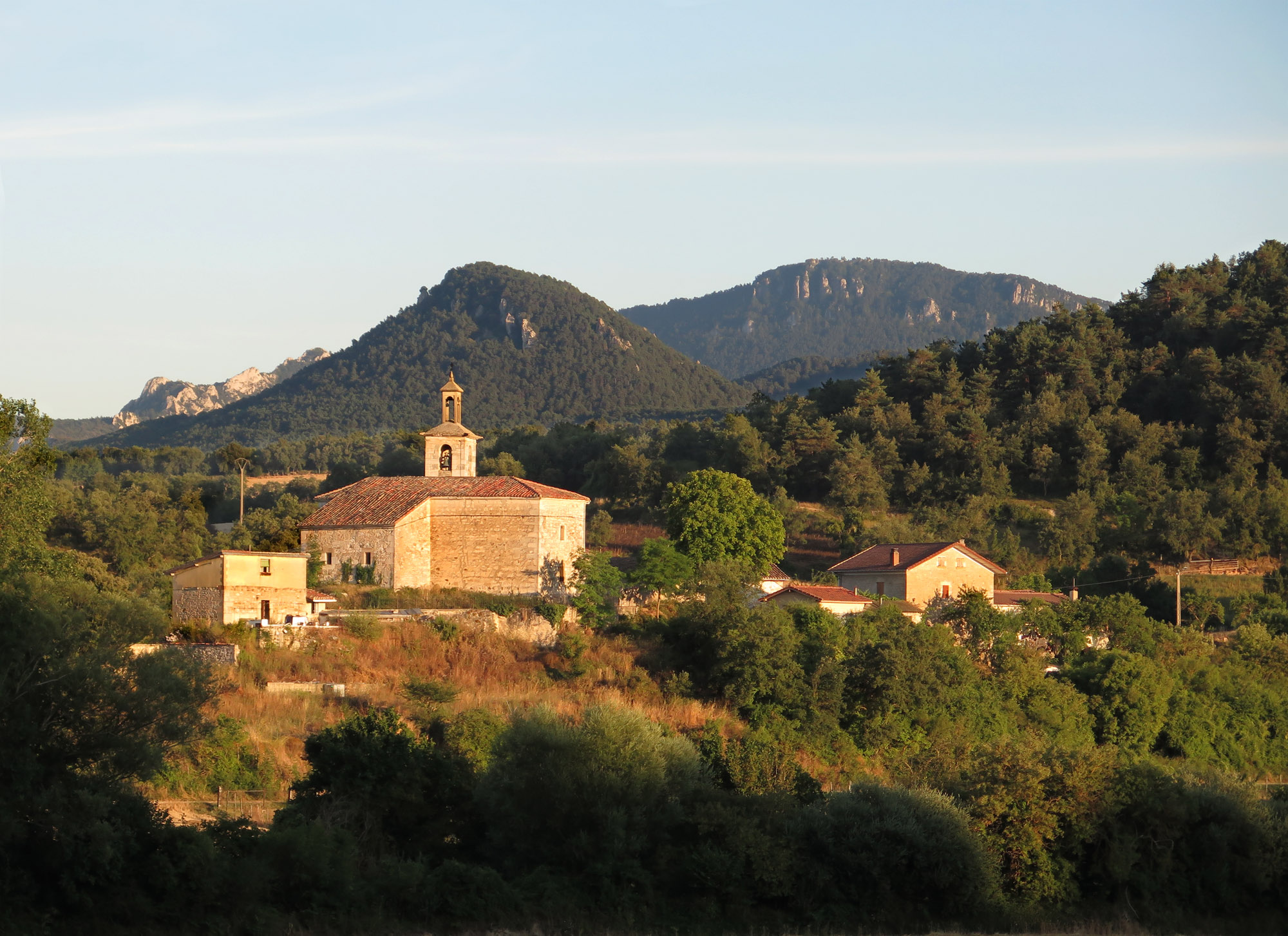
Weiler Gurendes – Ortsbild

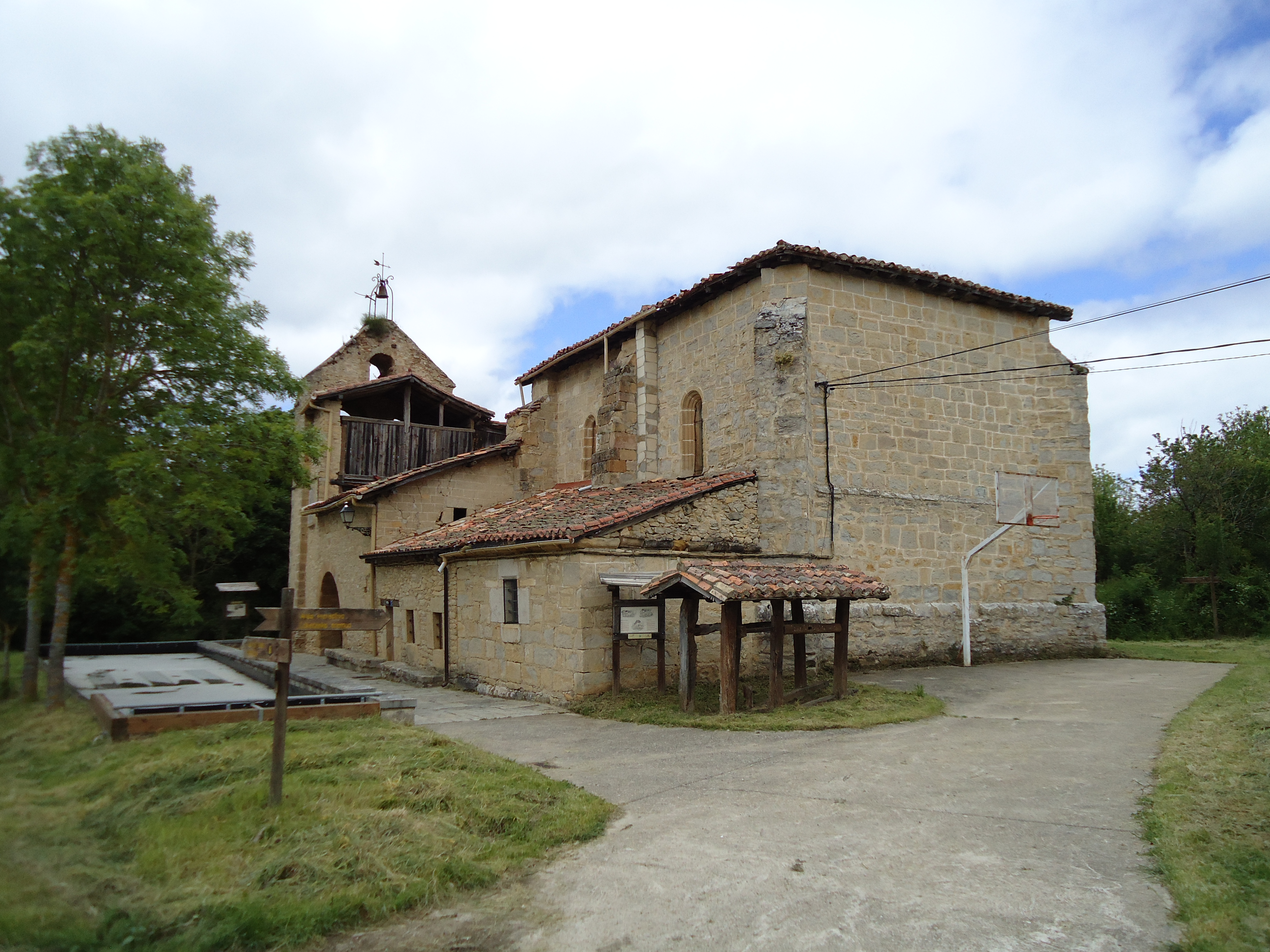
Weiler Lalastra – Iglesia Santa Elena

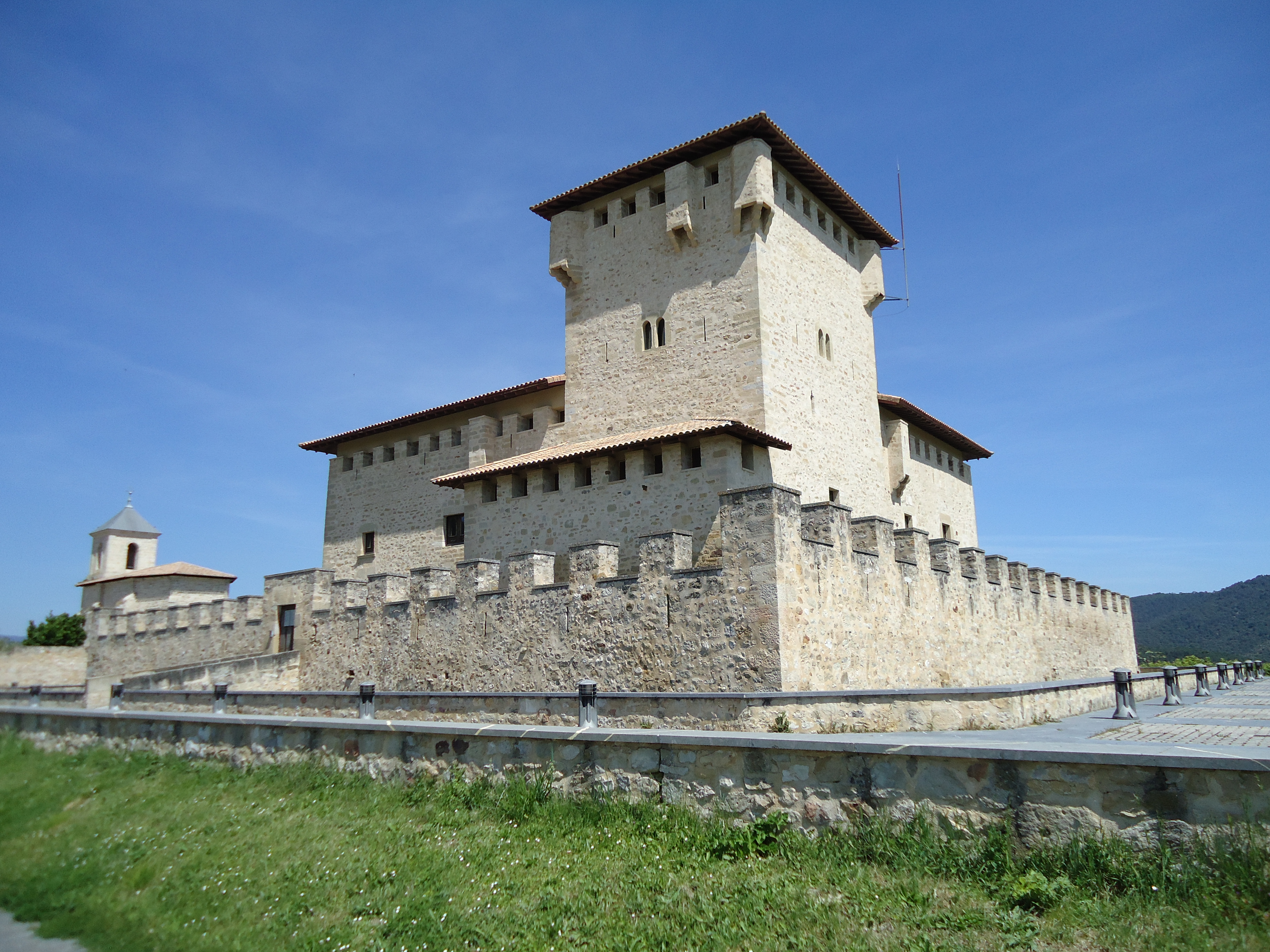
Weiler Villanañe – Burg

- Die einschiffige Kirche San Martín stammt aus dem 16. Jahrhundert und beherbergt gleich zwei Altarretabel (retablos).[7]

Barrio
- Der noch etwa 15 Einwohner zählende Weiler Barrio liegt idyllisch am Ende eines Seitentals.

Bóveda
- Beim Weiler Bóveda befinden sich die Reste eines Dolmens und der Menhir de Ribota aus der Zeit der Megalithkulturen.
- Die Kirche San Vicente stammt aus dem 17. Jahrhundert.

Bellojín
- Die kleine romanische Kirche San Cornelio y San Cipriano erhielt ihren Glockenturm (campanario) erst im 16. Jahrhundert.

Espejo
- Die Kirche El Salvaldor ist in Teilen ebenfalls noch romanisch.

Gurendes
- Der noch etwa 30 Einwohner zählende Ort beeindruckt durch seine Lage nahe der Grenze zur Provinz Burgos in Kastilien. Der Glockenturm der Kirche verfügt über eine nachträglich aufgesetzte Laterne.[8]
- Ein zwischen zwei Straßen eingeklemmtes Haus endet in einem halbrunden Treppenturm.

Karkamu
- Das romanische Portal der Kirche von Karkamu wird von einem Kugelstab-Ornament überfangen.

Lalastra
- Die Kirche Santa Elena stammt aus dem 13. Jahrhundert; sie wurde jedoch im 15./16. Jahrhundert stark verändert. Interessant ist der Glockengiebel (espadaña) mit der dahinter befindlichen Glockenstube.[9]
- Unmittelbar hinter der Kirche steht ein überdachter hölzerner Klauenstand (potro de herrar) für die Hufpflege der Rinder.

Nograro
- Beim Weiler Nograro befindet sich ein gut erhaltener spätmittelalterlicher Wehr- und Wachturm (Torre de los Calderón y Salazar).[10]

Ribera de Valderejo
- Die Apsis der Kirche San Esteban des verlassenen Weilers Ribera de Valderejo enthält einige Fresken des 16. Jahrhunderts – darunter eine Darstellung des Sündenfalls auf einem Untergrund mit Fugenmalereien.
- Der im 16. Jahrhundert gefertigte Altarretabel befindet sich im Museo de Bellas Artes de Álava in Vitoria-Gasteiz.

Tuesta
- Die Iglesia de Nuestra Señora de la Asunción im Weiler Tuesta ist der Himmelfahrt Mariens geweiht. Die eindrucksvolle Westfassade wird gebildet von einem mächtigen Glockengiebel mit seitlichem Treppenturm. Eine Südvorhalle (portico) schützt das gotische Archivoltenportal, das als ein Meisterwerk gotischer Kunst im baskisch-kantabrischen Raum gilt.

Villamaderne
- Die Kirche San Millán von Villamaderne beeindruckt durch ihren nahezu freistehenden Glockengiebel.
- Ein Wehrturm mit steinernem Wappenschild (torre casa) ist zu einem Wohnhaus umgebaut worden.

Villanañe
- Auf einem gestuften Rundsockel auf dem Dorfplatz steht eine Gerichtssäule (rollo) aus dem 16. Jahrhundert als Zeichen ehemaliger Unabhängigkeit von einem Grundherrn (señor).
- Der Torre de los Varona stammt aus dem 14./15. Jahrhundert. Die Burg mit ihren Wehrgängen und Wehrerkern gilt als besterhaltener Festungsbau ihrer Zeit in der Provinz Álava.[11]
- In unmittelbarer Nähe der Burg steht eine kleine Kapelle (ermita).

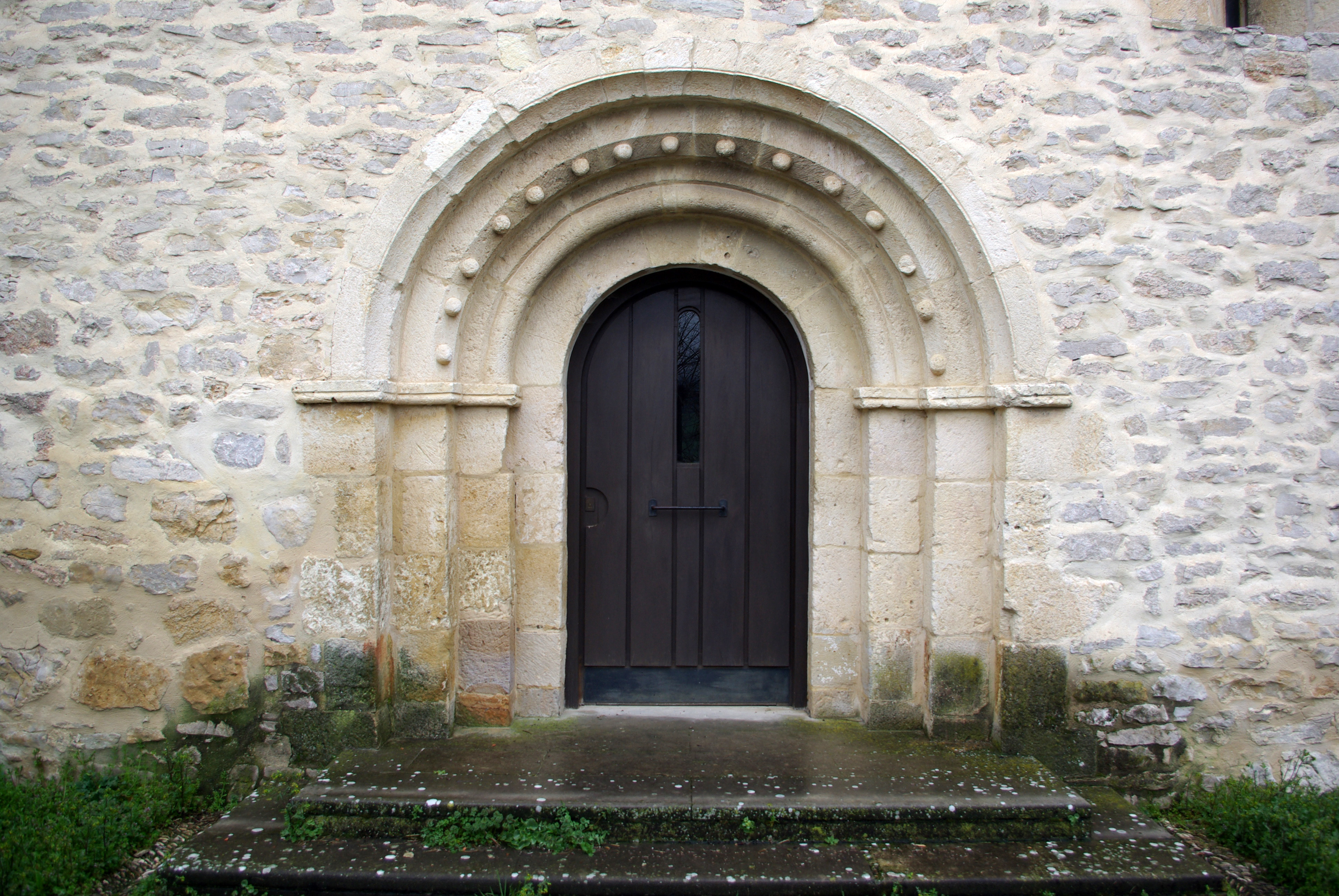
Karkamu – Kirchenportal
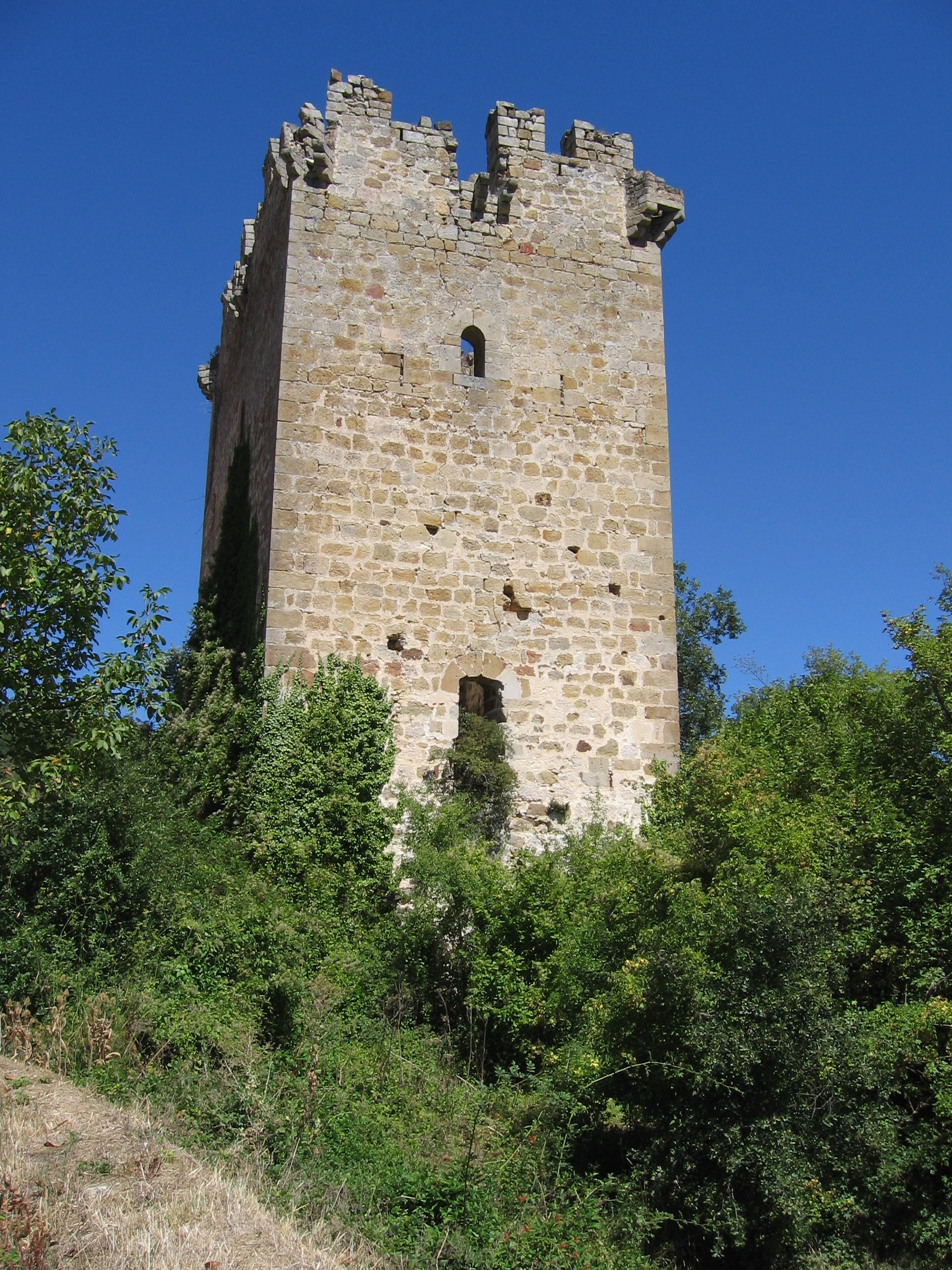
Nograro – Wehrturm
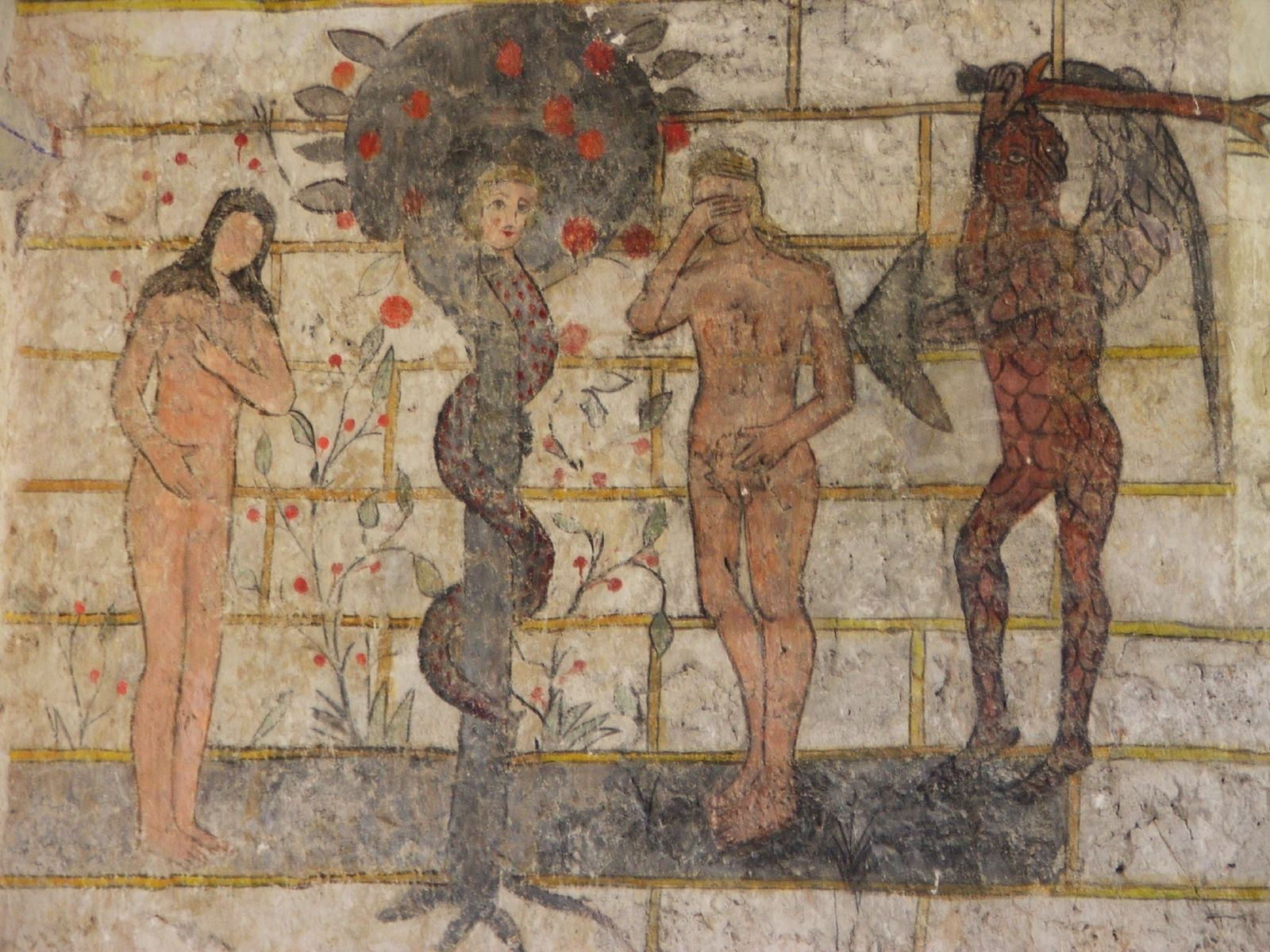
Ribera de Valderejo – Fresko
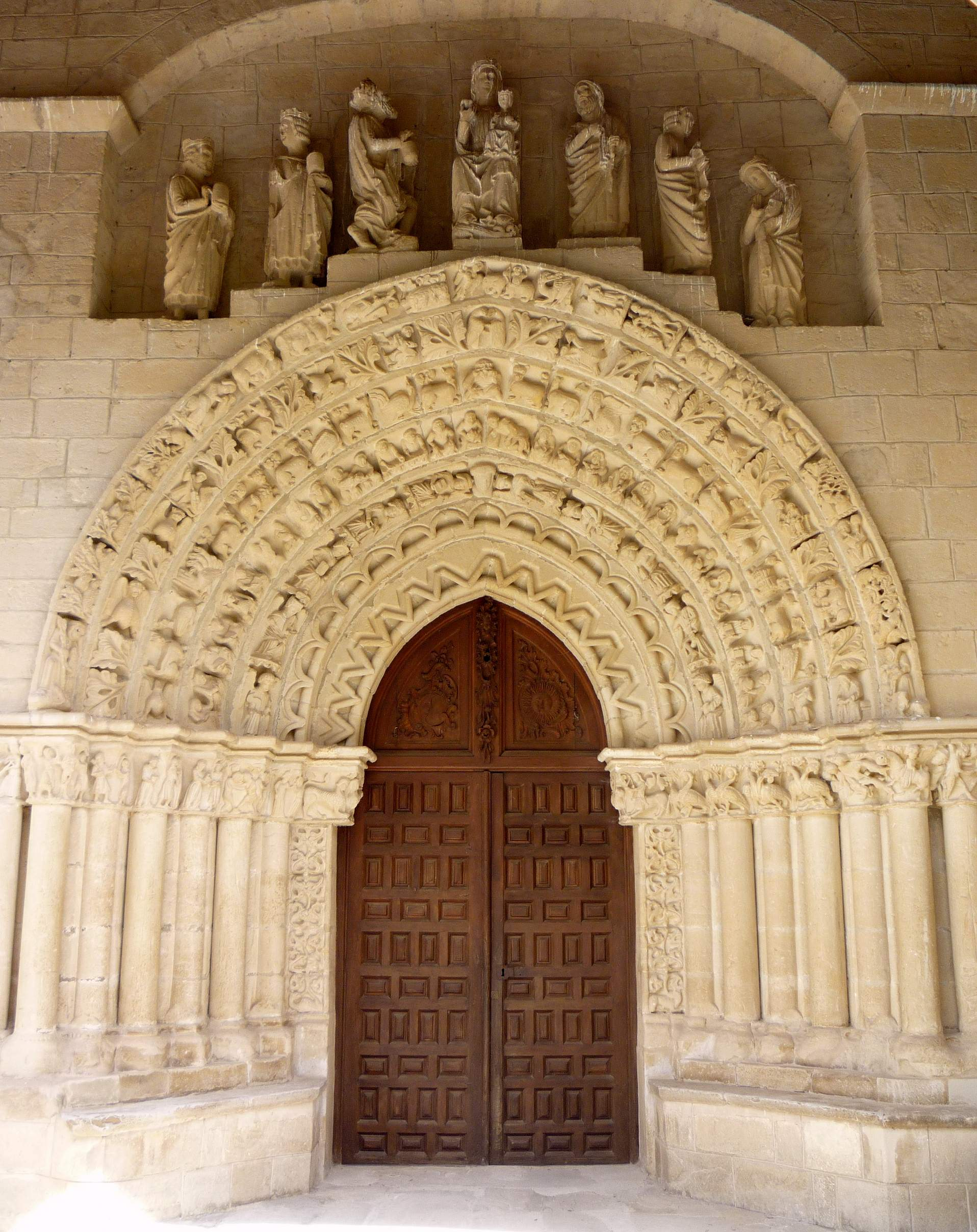
Tuesta – Kirchenportal
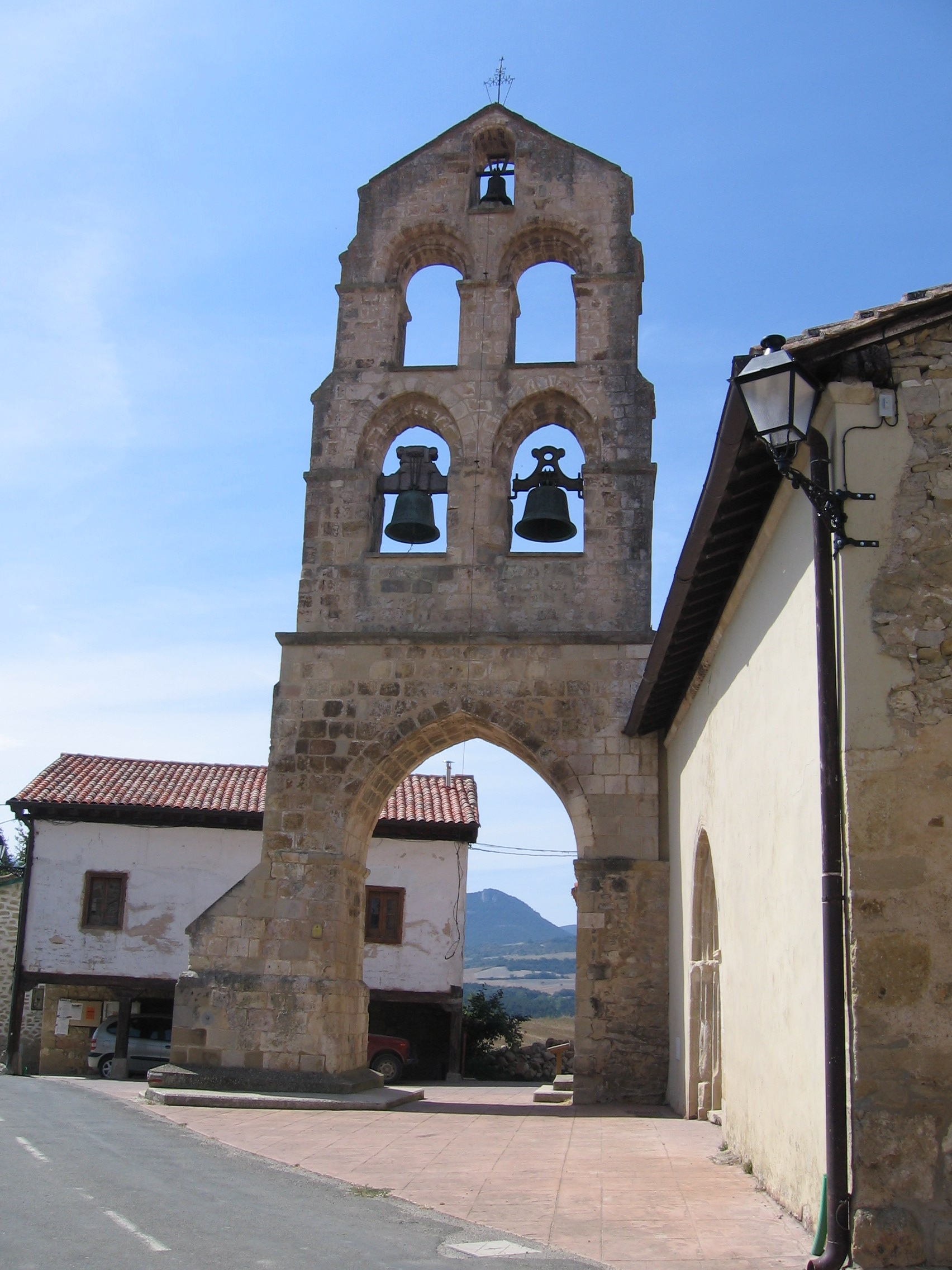
Villamaderne – Glockengiebel
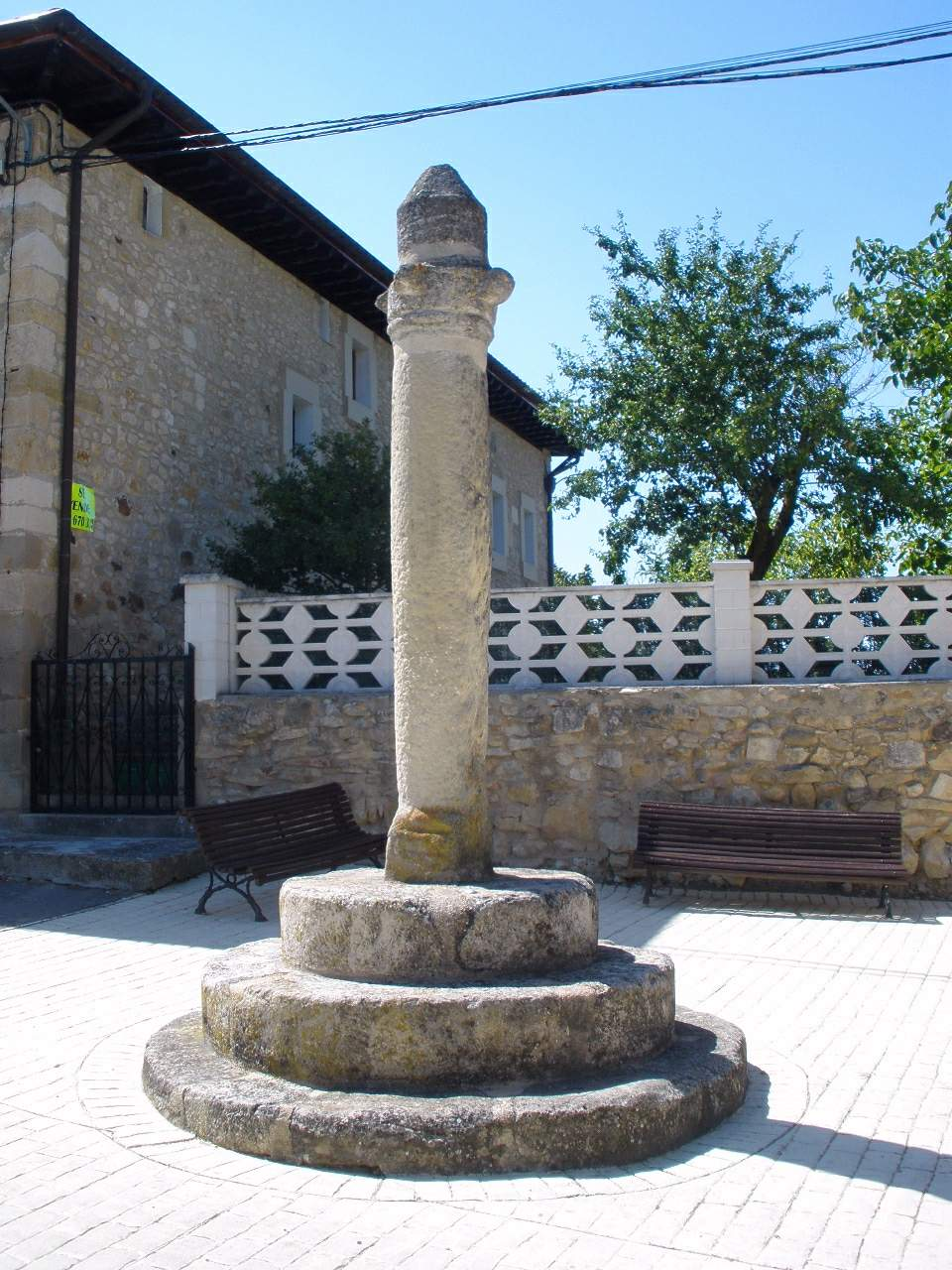
Villanañe – Gerichtssäule (rollo)